# Carl Thomas Järta
Carl Thomas Järta, född 2 september 1802 i Stockholm, död 8 november 1841 i Uppsala, var en svensk historiker och professor skytteanus.
Carl Thomas Järta var son till politikern Hans Järta, född friherre Hierta, som avsade sig sitt adelskap 1800. Modern Maria Charlotta Lewis avled tre år efter hans födelse. Han studerade vid Uppsala universitet. Efter en magisterexamen 1827, fick tjänst som historielektor i Västerås. 1839 utsågs han till professor skytteanus, vilket han förblev till sin död.
När Järta blev magister hade han redan erhållit det prestigefyllda Svenska Akademiens stora pris för sitt alster om drottning Kristinas abdikering. År 1836 fick han kungliga priset för ett annat ärominnesverk, om Gustav II Adolf och Karl X Gustav. Samma år han blev professor skytteanus, blev han medlem av Vitterhetsakademien. 
Han gifte sig 1833 med Sofia Albertina Enebom. Carl Thomas Järta är begravd på Uppsala gamla kyrkogård.